# Наддніпрянська Україна

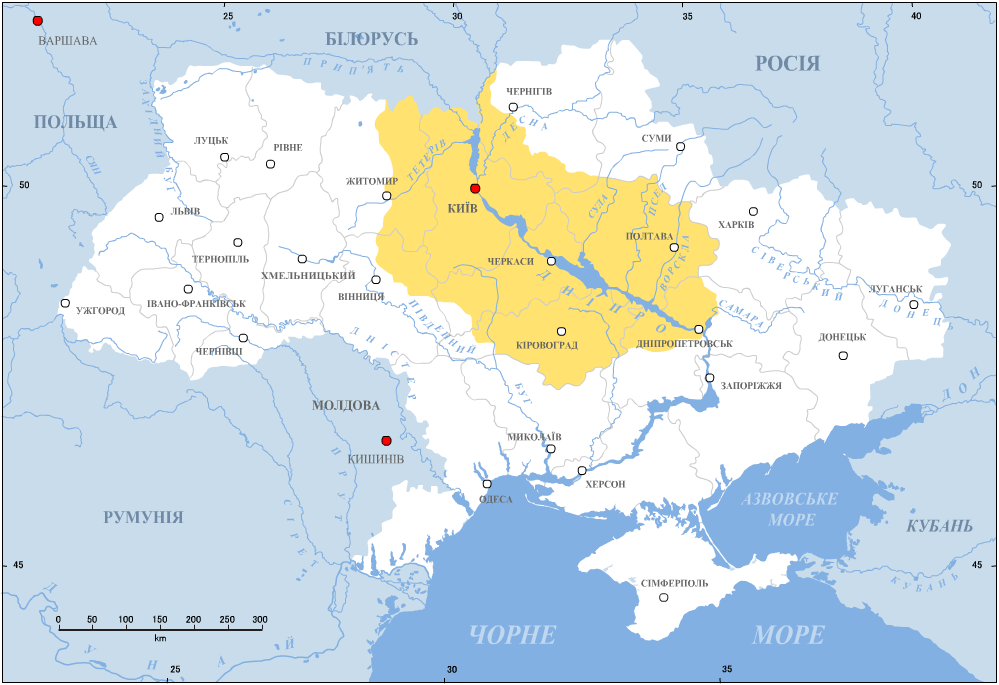
Умовні межі Наддніпрянщини

Наддніпря́нська Украї́на, також Наддніпря́нщина, Придніпрянщина, Подніпро́в'я — історично-географічна частина України, яка початково включала в себе центральні і північні області України з центром в Києві, себто лишень Середню Наддніпрянщину. Давній український географічний та історичний край. Визначається долиною річки Дніпро. Антропологічно переважно належить до центральноукраїнської області, окрім Нижньої Наддніпрянщини де певною мірою присутній вплив іранського компоненту.
Займає землі по ліву і праву сторони Дніпра, що лежать в безпосередній долині Дніпра і долинах (басейни стоку) малих і середніх річок-притоків Дніпра, а також наближені землі великих приток (Прип'ять, Десна).
Розділяється на Верхню, Середню та Нижню Наддніпрянщину.

## Розмежування українських земель XIX ст. і Наддніпрянська Україна
Розмежування українських земель між Російською та Австрійською імперіями протягом півтора століть зумовило засадничий поділ України на Західну і Наддніпрянську Україну. Так назва «Наддніпрянщина» поширилася на всі українські терени в складі Російської імперії (крім Криму та Кубані). В Австрійській імперії були Галичина, Буковина, Закарпаття — складові частини майбутньої ЗУНР. Такий принциповий поділ уживався й за часів УНР. Злука саме Наддніпрянської Великої та Західної України проголошувалася 22 січня 1919 року.

## Верхня Наддніпрянщина
Верхня Наддніпрянщина — долина Дніпра від витоків до гирла Десни. На українській частині території Верхня Наддніпрянщина входить до складу частково Чернігівської і Київської областей і межує на заході з Західним Поліссям (Волинь) і на сході — Подесення, Східне Полісся (Чернігівщина і Сіверщина). Територія Верхньої Наддніпрянщини також займає майже всю східну частину Білорусі і Смоленщину в Росії.

## Середня Наддніпрянщина

Українці в межах Наддніпрянщини

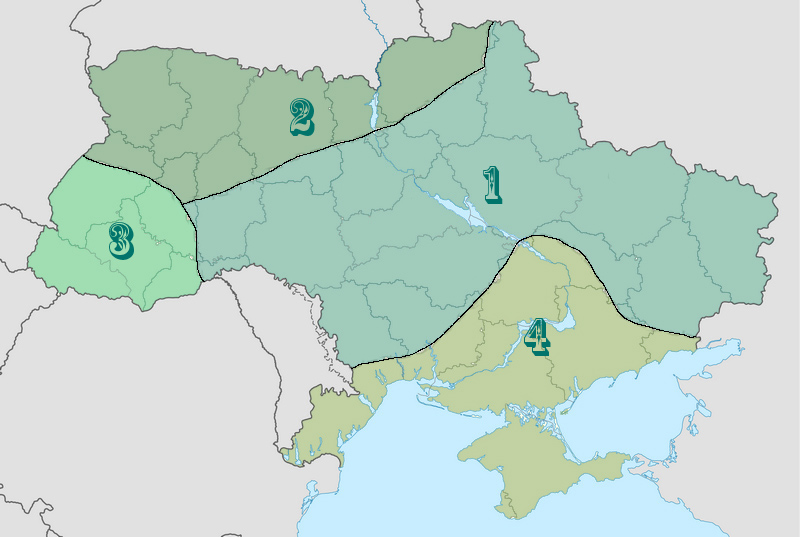
За антропологічними зонами

Середня Наддніпрянщина — долина Дніпра від гирла Десни до острова Хортиця (кінець Дніпровських порогів). Включає території як Ліво так і Правобережжя. Регіону належать південні райони Київщини й Чернігівщини, Полтавщина, північні райони Кіровоградщини, Черкащина та північно-західні райони Дніпропетровщини. Це територія, де найактивніше відбувалися процеси етнічного формування українців та котра завжди відігравала провідну роль у політичному і культурному житті України. Здавна ці терени були густо заселені, адже сприятливі умови для життя створила сама природа краю: рівнинний, спокійний рельєф, чорноземні родючі ґрунти, повноводі річки. Край зміцнів після подій кінця XVII — поч. XVIII ст. (відколи населення Правого берегу було переселено на Лівобережжя) й поступово взяв участь в колонізації Нижньої Наддніпрянщини, Південної України та Кубані.
На заході межує з Поділлям, на сході — з Слобожанщиною.
Наддніпрянщина здавна відзначалася багатством тканих виробів: килимів та ряден. Традиційними тут були й розписні скрині, в яких зберігали святковий одяг та цінні речі. На Київщині, Полтавщині, Черкащині широко побутував настінний розпис, який робився спочатку мінеральними та рослинними барвниками, а з початку XX ст. використовувались анілінові барвники фабричного виробництва. Орнаментами підкреслювались деталі та виступи печі: призьба, припічок, лежанка, комин. Дерев'яні деталі інтер'єру часто прикрашалися різьбленням, особливо сволок. На сволоках найчастіше вирізьблювалися обереги у вигляді хрестів та сварґи — сонячного знаку, котрий сприяв добробуту родини і оберігав хату від нечистої сили.

## Нижня Наддніпрянщина
Нижня Наддніпрянщина — долина Дніпра від острова Хортиця до Дніпровського лимана. Займає частку території Дніпропетровської, Запорізької, Херсонської і частково Донецької областей. На заході межує з Північним Причорномор'ям, на сході — з Приазов'ям і Кримом.

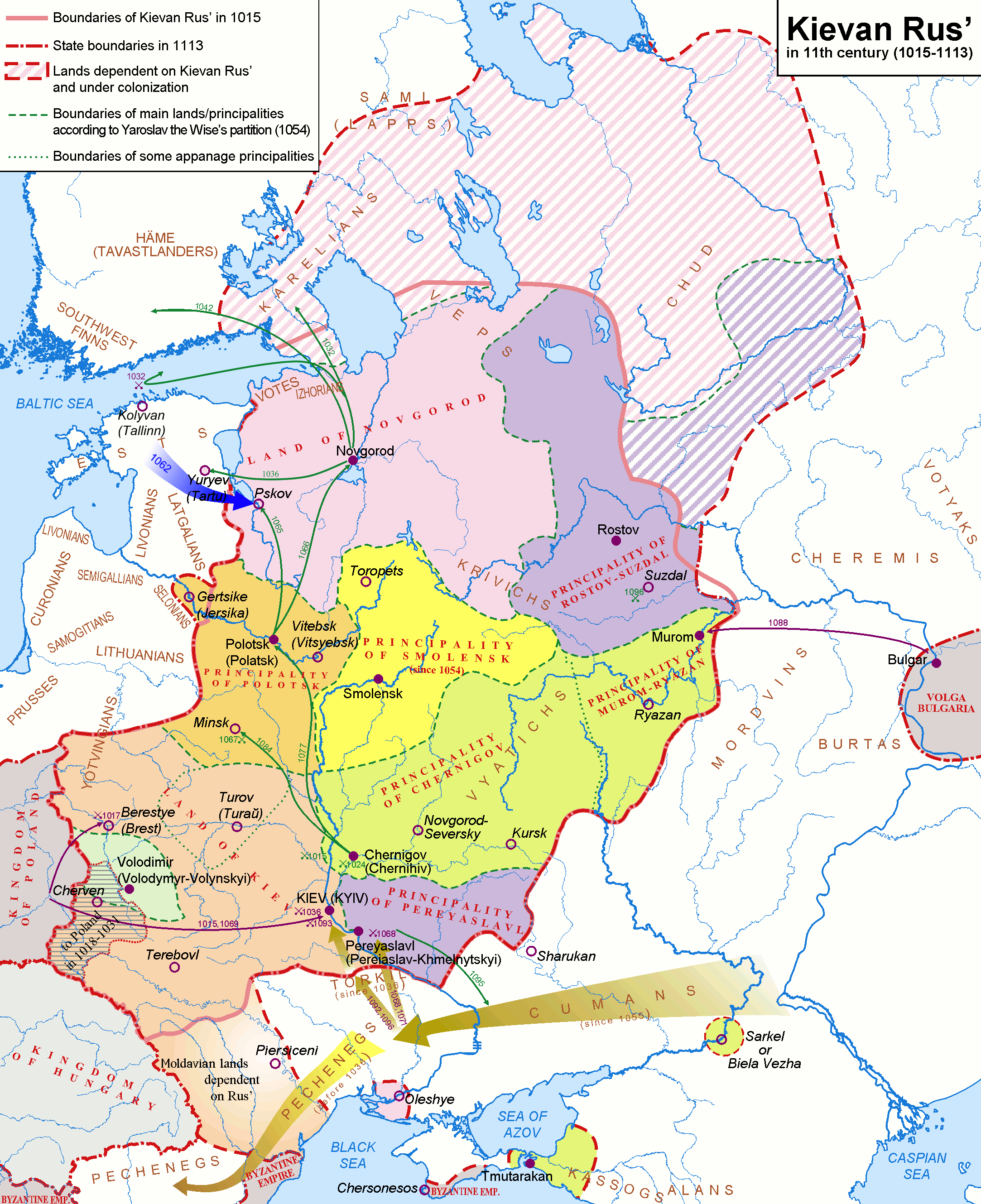
Переяславське князівство на мапі Русі
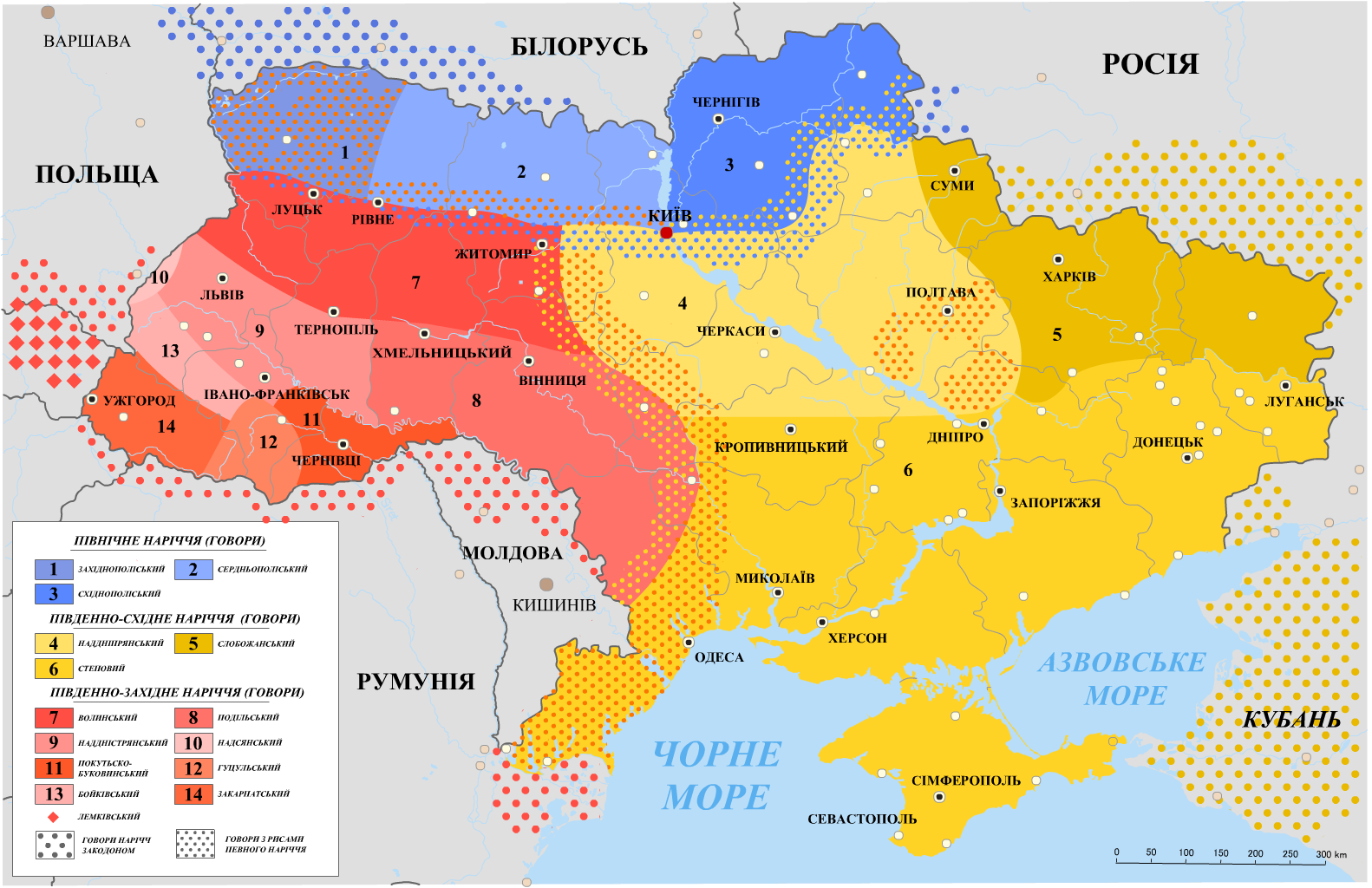
Наддніпрянщина на мапі країни за діалектом як одної з етноформуюючих ознак